# Xylocopa cearensis
Xylocopa cearensis är en biart som beskrevs av Adolpho Ducke 1911. Xylocopa cearensis ingår i släktet snickarbin, och familjen långtungebin. Inga underarter finns listade i Catalogue of Life.